# Jake Elliott
Jake Elliott (Western Springs, 21 gennaio 1995) è un giocatore di football americano statunitense che milita nel ruolo di placekicker per i Philadelphia Eagles della National Football League  (NFL).

## Carriera

### Cincinnati Bengals
Glasgow al college giocò a football con i Memphis Tigers dal 2013 al 2016. Fu scelto dai Cincinnati Bengals nel corso del quinto giro (153º assoluto) del Draft NFL 2017. Dopo essere stato battuto dal veterano Randy Bullock per il posto di kicker titolare fu svincolato e rifirmò il giorno successivo con la squadra di allenamento dei Bengals.

### Philadelphia Eagles
Il 12 settembre 2017, Elliott firmò con i Philadelphia Eagles dopo l'infortunio di Caleb Sturgis. Il 24 settembre 2017 al Lincoln Financial Field di Filadelfia, Elliott calciò un field goal da 61 yard che diede alla squadra la vittoria sui New York Giants nell'ultima giocata della partita (l'azione iniziò con un secondo al termine della gara sul risultato di 24-24). Fu il settimo field goal più lungo della storia della NFL, il più lungo nella storia degli Eagles, il più lungo nello stadio di Filadelfia e il più lungo della storia per un rookie. Per questa prestazione fu premiato come miglior giocatore degli special team della NFC della settimana e come rookie della settimana Nel divisional round dei playoff si appropriò anche del record di franchigia nella post-season, segnando da 53 yard nella vittoria sugli Atlanta Falcons che portò gli Eagles in finale di conference. Il 4 febbraio 2018 allo U.S. Bank Stadium di Minneapolis segnò tre field goal nel Super Bowl LII vinto contro i New England Patriots per 41-33, il primo trionfo della storia della franchigia.
Nel 2021 Elliott fu convocato per il suo primo Pro Bowl al posto di Matt Gay, impegnato nel Super Bowl LVI, dopo avere segnato 30 field goal su 33 tentativi.
Nel 2023 Elliott fu inserito nel Second-team All-Pro.

## Palmarès

### Franchigia
- Super Bowl : 2

Philadelphia Eagles: LII, LIX
- National Football Conference Championship: 3

Philadelphia Eagles: 2017, 2022, 2024

### Individuale
- Convocazioni al Pro Bowl: 1

2021
- Second-team All-Pro: 1

2023
- Giocatore degli special team della NFC della settimana: 1

3ª del 2017
- Rookie della settimana: 1

3ª del 2017